# Della Sutorius
Della Faye "Dante" Sutorius (8 de agosto de 1950 – 20 de noviembre de 2010) fue una mujer estadounidense condenada por asesinar a su marido en 1996.

## Asesinato
El Dr. Darryl Sutorius, un destacado cirujano cardíaco de Cincinnati, se casó con Dante Britteon en 1995. Sutorius fue encontrado muerto en el sótano de la casa que compartía con su esposa en Symmes Township, Ohio, el 19 de febrero de 1996. Aunque estaba claro que un disparo en la cabeza había sido la causa de la muerte, las autoridades inicialmente no estaban seguras de si su muerte fue un homicidio o un suicidio. Dante Sutorius fue arrestada el mismo día cuando la policía de investigación encontró un suministro de cocaína. Aunque al dia siguiente fue puesta en libertad bajo fianza, Dante Sutorius fue arrestada nuevamente el 27 de febrero cuando se determinó que había comprado el arma que había matado a su esposo y las pruebas de residuos de disparos y los resultados de la autopsia indicaron que ella había sido quien disparó el arma el día de la muerte de Sutorius. Esta vez el cargo fue homicidio agravado con cálculo previo.

## Investigación y juicio
La investigación sobre los antecedentes de Dante Sutorius reveló que su verdadero nombre era Della; ella había comenzado a usar el nombre "Dante" en algún momento de sus 20 años. También mostró que no era la primera vez que se la asociaba con la violencia. Su tercer esposo alegó que ella lo había amenazado repetidamente con matarlo durante su matrimonio; después de que la pareja se divorciara, fue acusada de amenazar a otro hombre, esta vez a su novio, con un arma. Un marido había encontrado cuchillos escondidos en la casa que compartía con ella y se sorprendió cuando ella le dijo que "podría matarte", mientras que su cuarto marido dijo a los investigadores que ella era mentalmente abusiva y que le temía hasta el punto de escondiendo las balas de su arma para evitar que ella pueda usarlas. El Dr. Sutorius había descubierto que prácticamente todo lo que Della/Dante le había dicho sobre sus antecedentes era falso. Afirmó haberse graduado de UCLA, pero en realidad nunca había terminado la escuela secundaria. Afirmó haber sido propietaria de un negocio de guardería, pero nunca había tenido un trabajo estable en su vida. Cuando se enteró de estas mentiras y su historial violento, eliminó a Della de su testamento y comenzó el proceso de divorcio. Una semana antes de su muerte, planeaba entregarle formalmente los papeles y hacer que la echaran de su casa.
El fiscal del condado de Hamilton, Ohio, Joe Deters, teorizó que Della Sutorius tenía "un problema grave con el rechazo" después de que los colegas de su esposo informaron que había estado considerando el divorcio. Según su hermana Donna Hall, el enfoque de Della hacia los hombres había estado teñido durante mucho tiempo por la ganancia monetaria: "Dijo que encuentras a un hombre rico y, cuando muera, obtendrás su dinero". Su madre llamó a la Oficina del Sheriff del condado de Hamilton y les aseguró que la muerte de Darryl Sutorius no fue un suicidio, y les garantizó que su hija había asesinado a su propio esposo.
Della se negó a subir al estrado en su propia defensa en su juicio. Aunque sus abogados argumentaron que la policía no había probado que la muerte de Darryl Sutorius fuera otra cosa que un suicidio y las declaraciones de su cliente a la policía no habían sido precedidas por una Advertencia Miranda. Fue condenada el 7 de junio de 1996, cuando el jurado deliberó por menos de cinco horas antes de declararla culpable de homicidio agravado, uso de un arma en un delito de violencia y posesión de drogas. Más tarde, ese mismo mes, fue sentenciada a 23 años a cadena perpetua, la pena máxima permitida. El juez Richard Niehaus dijo que, contrariamente a su representación mediática como una "viuda negra", se parecía más a un pez león, que atrae a sus presas con sus rayas brillantes antes de usar sus espinas venenosas para matarlas.

## Después de la condena
Della Sutorius apeló su condena en la primavera de 1997, alegando que al jurado del juicio se le permitió escuchar pruebas de oídas de las declaraciones que había hecho su difunto esposo y que los fiscales habían hecho comentarios inapropiados al jurado. La apelación fue rechazada en junio del mismo año y Sutorius volvió a cumplir su condena en el reformatorio para mujeres de Ohio.
Para sufragar los costos de enjuiciar a Della, el departamento del alguacil del condado de Hamilton incautó y subastó la colección de joyas de 11 piezas de Sutorius. A pesar de la cobertura que la prensa dedicó a la subasta, los postores no cumplieron con el total mínimo necesario para que las piezas se vendieran por separado y el lote se vendió por una suma global de $ 5,100.

## Muerte
Según el Departamento de Rehabilitación y Corrección de Ohio, Della Sutorius murió por causas naturales en el Centro Médico Franklin el 20 de noviembre de 2010, donde Sutorius había estado cumpliendo cadena perpetua desde su condena. Ella tenía 60 años. Sutorius habría sido elegible para libertad condicional en 2014.

## En los medios
La dramática historia de Della Sutorius con sus maridos y la percepción pública de ella como una "viuda negra" atrajeron altos niveles de cobertura de la prensa; Su abogado, exesposos y exnovios fueron abordados por presentadores de programas de entrevistas y programas de noticias como Geraldo y Hard Copy. Una portavoz del programa de entrevistas Sally Jessy Raphael Sally, que también siguió la historia, explicó que el caso era "muy dramático" y atraería a los televidentes durante el día. A pesar de que la selección del jurado se vio retrasada por la cobertura noticiosa ya generalizada del caso, se permitió a CourtTV televisar la cobertura del juicio de mayo de 1996. Un episodio de 2010 de Dateline NBC cubrió el caso en detalle, entrevistando a la familia y amigos de Sutorius, así como a personas que habían estado involucradas en sus casos legales.
La reportera criminal Aphrodite Jones cubrió el caso de Sutorius en su libro de 2002 Della's Web. Su caso es uno de los trece asesinatos famosos relatados en el libro The Cincinnati Crime Book (1998), de George Stimson.
El caso de Sutorius apareció en 2005 en la serie Snapped de Oxygen Network, y en la serie de Investigation Discovery Deadly Women y Fatal Vows. También se cubrió en el episodio de diciembre de 2000 de Forensic Files " Second Shot at Love ".